# القوات المسلحة النيجيرية
القوات المسلحة النيجيرية وهي القوات المسلحة الرسمية التي تحمي نيجيريا وتتألف من القوات البرية النيجيرية والبحرية النيجيرية والقوات الجوية النيجيرية، ورئيس نيجيريا هو القائد الأعلى للقوات المسلحة، ويمارس سلطته الدستورية من خلال وزارة الدفاع، المسؤولة عن إدارة الجيش وأفراده. الرئيس العملياتي للقوات المسلحة النيجيرية هو رئيس أركان الدفاع، الذي يخضع لوزير الدفاع النيجيري. والجيش النيجيري أحد أكبر الخدمات القتالية النظامية في أفريقيا بقوة تزيد عن 230.000 فرد نشط. وفقًا لـ «غلوبال فاير باور»، تعد القوات المسلحة النيجيرية أقوى جيش في إفريقيا جنوب الصحراء الكبرى، وثالث أقوى جيش في إفريقيا، وتحتل المرتبة 31 في قائمتها، دوليًا.
تأسس القوات المسلحة النيجيرية في سنة 1960 قبل فترة قليلة من استقلال نيجيريا ومن الحروب التي شاركت بها نيجيريا هي أزمة الكونغو وفي الحرب الأهلية الليبيرية الأول وفي الحرب الأهلية الليبيرية الثانية وفي الحرب الأهلية في سيراليون كما أنها لا تزال تشارك في الصراع في شمال مالي (2012 إلى الوقت الحاضر) ولا زالت ضد جماعة بوكو حرام الإسلامية في شمال البلاد.